# Dominique Prieur
Dominique Angela Françoise Prieur (geboren als Dominique Maire; * 21. Juni 1949 in Besançon) wurde als Offizierin des französischen Geheimdienstes DGSE bekannt. Sie war am 10. Juli 1985 in Auckland am Anschlag gegen die Rainbow Warrior der Organisation Greenpeace beteiligt, bei dem der niederländische Fotograf Fernando Pereira getötet wurde.

## Leben
Dominique Prieur trat nach einer sportbegeisterten Jugend 1974 in die Armee ein. 1975 besuchte sie eine interne Veranstaltung des SDECE, an der sie ihr Interesse am Geheimdienst bekundete. Die Organisation berief sie später unerwartet an ihr Rekrutierungszentrum in der Caserne Mortier in Paris. 1977 wurde sie rekrutiert und am Stützpunkt Base de Cercottes ausgebildet. 1980 heiratete sie Joël Prieur, einen Absolventen der Militärschule Saint-Cyr. Zunächst leistete sie jedoch nur Büroarbeit. Im Januar 1985 folgte ein erster Außeneinsatz im Libanon, der sich damals im Bürgerkrieg befand (siehe Libanesischer Bürgerkrieg). Eine Erwähnung im Dienstbericht brachte ihr die Auszeichnung Croix de la Valeur militaire ein, die Verteidigungsminister Charles Hernu am 11. April 1985 unterzeichnete.
Ab 19. März 1985 wurde sie auf Befehl Hernus auf die Umweltorganisation Greenpeace angesetzt. Sie hatte sich mit der Szene der europäischen Friedens- und Umweltaktivisten vertraut gemacht. Dabei arbeitete sie mit der Agentin Christine Cabon zusammen, die an der Aktion des DGSE ebenfalls beteiligt war, Neuseeland aber noch vor der drohenden Verhaftung verlassen konnte. Dominique Prieur und Alain Mafart reisten in Neuseeland getarnt als Ehepaar unter dem Namen Sophie und Alain Turenge ein. Die Schweizer Pässe der vermeintlichen Touristen erwiesen sich als gefälscht.
In Neuseeland formierte sich damals Widerstand gegen die französischen Kernwaffentests im Südpazifik. Die zwei von ihnen mit Hilfe von Tauchern heimlich angebrachten Sprengsätze versenkten das Schiff Rainbow Worrior im Hafen von Auckland und töteten den Fotografen Fernando Pereira. Nach ihrer Festnahme am Flughafen wurde die polizeiliche Untersuchung vom Polizeichef Alan Galbraith geführt. Eine Woche lang wurde sie verhört. Die neuseeländische Justiz erhob gegen sie Anklage wegen Mordes, vorsätzlicher Brandstiftung und Bildung einer kriminellen Organisation.
Vor Gericht plädierten beide auf schuldig wegen Totschlages. Nach Presseberichten, insbesondere in Le Monde, bekannte sich Frankreich am 22. September 1985 zu seiner Verantwortung. Am 22. November 1985 wurde Prieur zu einer zehnjährigen Haftstrafe verurteilt. Nach einer Vereinbarung vom 6. Juli 1986, die der Generalsekretär der Vereinten Nationen zwischen Frankreich und Neuseeland ausgehandelt hatte, wurde es der Verurteilten erlaubt, die Haftzeit auf der Insel Hao in Französisch-Polynesien zu verbringen. Bereits am 6. Mai 1988 konnte Prieur nach Frankreich zurückkehren, weil sie schwanger war (ihr Ehemann, Generalmajor Joël Prieur, erhielt die Erlaubnis sie in Hao zu treffen). Wie Mafart kehrte sie darauf nicht nach Hao zurück. Diese vorzeitigen faktischen Freilassungen stellten eine Verletzung des Abkommens dar, doch war Frankreich nicht bereit, konkret auf die Proteste von Neuseeland und dem UN-Schiedsgericht einzugehen.
Später erreichte Dominique Prieur den Dienstgrad eines Obersten. Prieur veröffentlichte 1996 ein Buch mit dem Titel Agent secrète (Geheimagent), welches ihre Rolle in der verdeckten Aktion aus ihrer Sicht beschreibt. Ende 2008 wurde über die Presse bekannt, dass Dominique Prieur unter ihrem Geburtsnamen seit 2007 als Leiterin der Personalabteilung der Feuerwehr von Paris, einer Pioniereinheit des französischen Heeres, arbeitet. Ihr Ehemann war vom Oktober 2007 bis November 2011 Kommandant der Pariser Feuerwehr.